# Ioukhym Zviahilsky
Ioukhym Leonidovytch Zviahilsky (en ukrainien : Юхим Леонідович Звягільський), né le 20 février 1933 à Donetsk et mort le 6 novembre 2021 à Kiev, est un homme d'État ukrainien.
Il devient Premier ministre de l'Ukraine le 22 septembre 1993 par intérim. Il le reste jusqu'en 1994, date à laquelle il est remplacé par Vitaliy Massol.

## Biographie
Il est vice-premier ministre du Gouvernement Koutchma à partir du 11 juin 1993, il devint donc premier ministre par intérim.
En 1994, Ioukhym Zviahilsky est accusé par le président ukrainien Leonid Koutchma d'avoir volé vingt millions de dollars pendant qu'il était au poste de Premier ministre. Craignant pour sa vie, il fuit vers Israël,. Après quelque temps, il retourna en Ukraine.
Ioukhym Zviahilsky est membre de la Rada (Parlement) sans interruption depuis 1990 (réélu en 2012 et en 2014), représentant le Parti des régions et propriétaire de la mine de Zasyadko à Donetsk. Étant membre du parlement, il est à l'abri des poursuites.

### Mort
Ioukhym Zviahilsky est mort le 6 novembre 2021 à Kiev de la maladie à coronavirus 2019.